# Psi Virginis
Psi Virginis (Psi Vir / Ψ Vir / Ψ Virginis) è una stella binaria nella costellazione della Vergine, la cui componente principale è una gigante rossa di tipo M con una magnitudine apparente media di 4,81.
È distante circa 543 anni luce dalla Terra.

## Classificazione stellare
Psi Virginis è una stella variabile; si tratta infatti di una irregolare lenta e la sua luminosità varia dalla magnitudine 4,73 alla 4,96.
Si tratta inoltre di una stella binaria e la sua compagna vicina, Psi Virginis B, si trova visualmente a 0,04 secondi d'arco di distanza dalla stella gigante principale. Tale compagna è stata provvisoriamente classificata come una stella bianco-gialla di sequenza principale, di classificazione stellare F6V.

## Metallicità e parametri orbitali
L'abbondanza di ferro di Psi Virginis è circa pari a -0.1 (79.4% rispetto al Sole).
Si muove inoltre nella nostra Galassia alla velocità relativa rispetto al Sole di 25.9 km/s.
La proiezione della sua orbita attraverso la galassia la porta a percorrere una distanza fra 19100 e 24300 anni luce dal centro della Galassia.

## Occultazioni
Per la sua posizione prossima all'eclittica, è talvolta soggetta ad occultazioni da parte della Luna e, più raramente, dei pianeti, generalmente quelli interni.
Le ultime occultazioni lunari si sono verificate rispettivamente il:
- 28 marzo 2013.[7][8][9]
- 21 maggio 2013.[10][11][12]